# Сухумские волнения (1989)
Сухумские волнения (груз. უწესრიგობა სოხუმში) — вооружённые беспорядки 16 июля 1989 года в Сухуми, вызванные разделением Абхазского государственного университета. Для прекращения беспорядков были применены войска.

## Причины конфликта
В Абхазском государственном университете с момента основания было три сектора: абхазский, грузинский и русский. Проблемы с совместным обучением возникли на фоне стремления абхазского народа к самоопределению.
Грузинские студенты, неоднократно жаловавшиеся на дискриминацию со стороны своих абхазских и русских преподавателей и администрации, путём голодовки выразили требование к созданию в Сухуми филиала Тбилисского университета (ТГУ). 14 мая 1989 года решением Совета Министров Грузинской ССР на базе здания местной школы был создан Сухумский филиал ТГУ. В ответ абхазы организовали сидячую забастовку. 
Верховный Совет СССР в Москве также создал комиссию, постановившую, что вопрос находится исключительно в их компетенции, а Грузинская ССР не имеет полномочий на создание университета. По их выводу, региону размером с Абхазию два университета не нужны.
На 16 июля были назначены вступительные экзамены. Однако 15 июля агрессивно настроенные абхазы и их сторонники блокировали место их проведения.

## Жертвы
В ходе беспорядков, по имеющимся сообщениям, погибло 16 человек и около 140 было ранено.
По другим данным, погибло 18 человек и было ранено около 448, из числа пострадавших 308 были грузинами.

## Ход конфликта
Поздно вечером 16 июля толпа из пяти тысяч абхазов, многие из которых были вооружены, ворвалась в здание. Несколько членов грузинской экзаменационной комиссии были избиты, а школа разграблена. Это положило начало цепочке событий, которые привели к дальнейшим жертвам и разрушениям, поскольку обе стороны в течение нескольких дней вели вооруженные бои. Тем вечером абхазы и грузины начали мобилизацию по всей Абхазии и Западной Грузии. Сваны (этническая грузинская подгруппа на северо-востоке Абхазии) и абхазы из города Ткварчели сошлись в перестрелке, продолившейся всю ночь и с перерывами в течение нескольких последующих дней.
17 июля в Сухуми были введены подразделения внутренних войск, а также курсанты военных училищ (в том числе Рязанского высшего командного училища воздушно-десантных войск), вооружённые огнестрельным оружием. С момента их прибытия обстановка в городе стабилизировалась.
Беспорядки носили стихийный характер, что позволило относительно быстро локализовать их. Также стихийностью выступлений можно объяснить относительно небольшое число жертв (в сравнении с беспорядками в Сумгаите (1988) и Баку). Беспорядками была парализована работа общественного транспорта в городе Сухуми (с 16 июля по 22 июля 1989 года) и деятельность участка Закавказской железной дороги (с 16 июля по 23 июля 1989 года).